# Föreningen Gemensam Framtid
Föreningen Gemensam Framtid, FGF, är en organisation som består av fyra ungdomsorganisationer. Dessa är UMR (Ungdom mot rasism), UNF (Ungdomens Nykterhetsförbund), RFSL Ungdom (Ungdomsförbundet för homosexuella, bisexuella & transpersoners rättigheter) och RKUF (Röda Korsets Ungdomsförbund).
FGF:s huvudsakliga uppgift är att varje år arrangera URIX.